# Sudža
Sudža (rusky Суджа) je město v Kurské oblasti v Ruské federaci, správní středisko Sudžanského rajónu. Žije zde 4 941 obyvatel (2024). Město je klíčovým tranzitním bodem pro zemní plyn proudící z Ruska do Evropy.

## Poloha
Sudža leží na jižním kraji Středoruské vysočiny na stejnojmenné řece, přítoku Pselu v povodí Dněpru.
Od Kursku, správního střediska celé oblasti, je Sudža vzdálena přibližně sto kilometrů na jihozápad. Od hranic s Ukrajinou ji dělí 9 km.

## Dějiny
Místo vzniklo v 17. století jako opevněná obchodní osada Slobodské Ukrajiny poblíž tehdejší jižní hranice Ruské říše. Původně se jmenovalo podle řeky Sudžanskaja sloboda.
Městská práva byla Sudže udělena v roce 1664. Na městském plánu z roku 1784 jsou vyznačeny čtyři kostely, z nichž v současnosti existují dva, a zástavba je sevřena mezi meandry řeky Sudži a její přítok, řeku Olšňu. V roce 1911 město získalo napojení na železniční síť.

### Druhá světová válka
Za druhé světové války byla Sudža 18. října 1941 obsazena německou armádou a dobyta zpátky 3. března 1943 Voroněžským frontem Rudé armády v rámci třetí bitvy o Charkov.

### Rusko-ukrajinská válka
V průběhu rusko-ukrajinské války byl 4. června 2023 sestřelen nad městem ukrajinský dron. Dne 25. června 2024 bylo město vystaveno ukrajinskému ostřelování. Dne 9. srpna 2024 vojáci z ukrajinského 99. mechanizovaného praporu 61. samostatné brigády oznámili, že Sudža je dobyta a zcela pod kontrolou ukrajinské armády. Starosta Sudže Vitalij Slaščev to dementoval s tím, že město je stále pod ruskou kontrolou a probíhá z něho evakuace obyvatel. Dne 12. srpna ukrajinské jednotky zveřejnily videa natočená v centru města, aby doložily, že město skutečně ovládají Ukrajinci. Dne 14. srpna bylo oznámeno, že nad Sudžou byla získána plná ukrajinská kontrola. Dne 15. srpna vrchní velitel Ozbrojených sil Ukrajiny Oleksandr Syrskyj oznámil ustavení ukrajinské vojenské správy, dohlížející nad udržením pořádku na obsazeném území a poskytováním pomoci civilnímu obyvatelstvu. Do 16. srpna byla ve městě demontována socha Vladimira Lenina.
Dne 24. srpna 2024 byl umožněno novinářům navštívit obsazenou Sudžu, která byla již dva týdny bez elektřiny, tekoucí vody a mobilního signálu. Ruské obyvatelstvo, které nestačilo uprchnout, se schovávalo po sklepích. Rusko zahájilo trestní řízení proti zahraničním novinářům, kteří Sudžu navštívili, pro nedovolené překročení hranice. Ozbrojené síly Ruské federace pokračovaly v ostřelování a leteckém bombardování Sudži i v dalších týdnech srpna 2024.
Dne 1. února 2025 došlo k leteckému útoku na třípatrovou budovy internátní školy, kde se nacházelo 95 civilistů. Ruská i ukrajinská strana se vzájemně obvinily z toho, kdo útok provedl. Při útoku zemřely čtyři civilisté a dalších téměř devadesát bylo zraněno. Začátkem března 2025 se Rusové pokusili proniknout do obsazeného města plynovodem, jejich útok byl ale odražen. Dne 12. března 2025 ruská strana oznámila, že ruští vojáci v rámci vojenské operace Potok dosáhli centra Sudže a na ústředním sudžanském náměstí vztyčili ruskou vlajku. Agentury Reuters a Unian oznámili, že Ukrajinci se zcela stáhli z obsazeného města. Stažením ze Sudži prakticky skončila ukrajinská invaze do Kurské oblasti.

## Památky

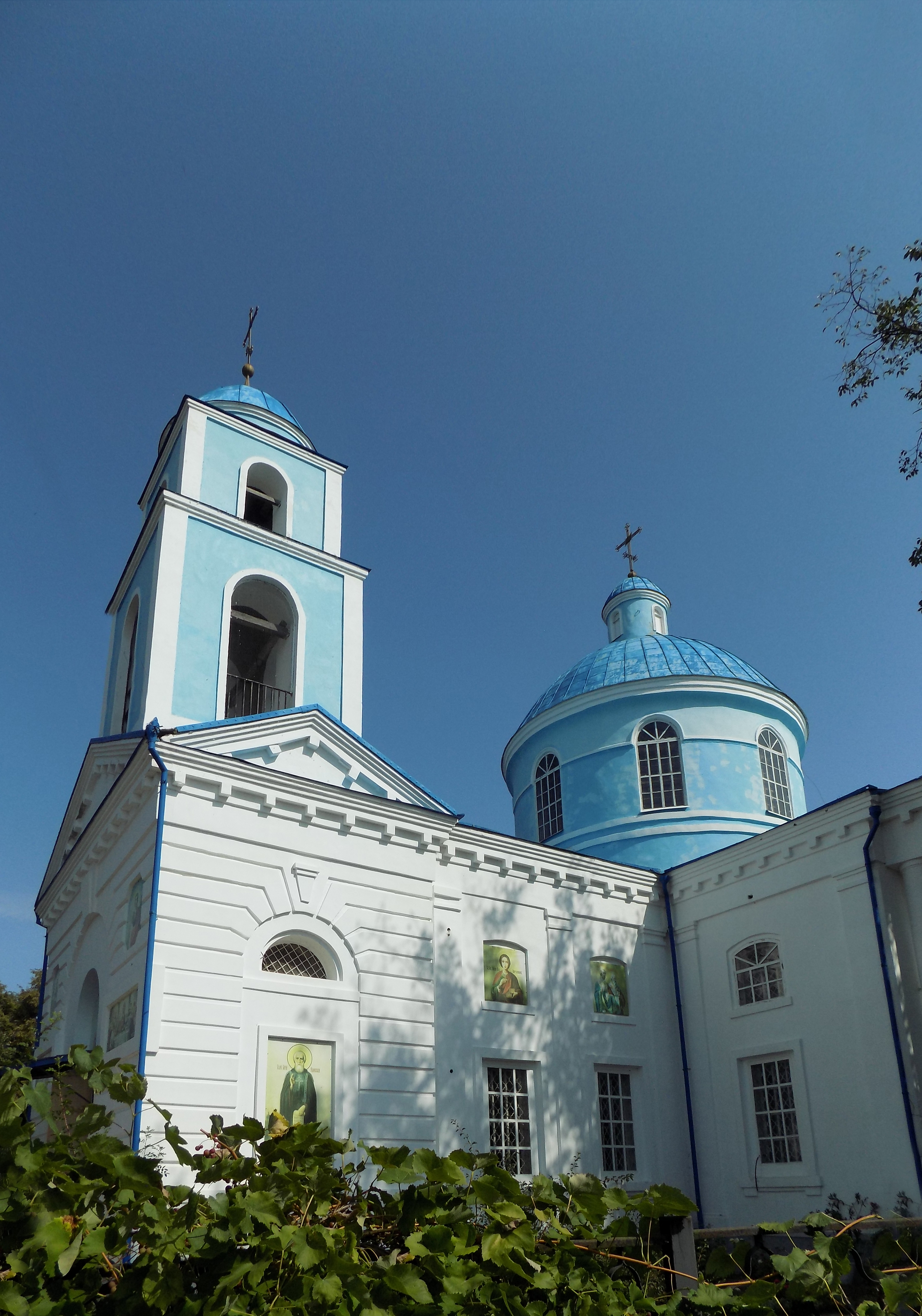
Pokrovský chrám

- Pokrovskij chrám (Ochrany Přesvaté Bohorodice)
- Trojický chrám
- Společný hrob ruských vojáků, padlých ve druhé světové válce
- Pomníky osobností

## Osobnosti
- Pjotr Kotelnikov (1809–1879) – ruský matematik a filosof
- Pjotr Lichin (1879–1967) – ruský a sovětský malíř
- Vladimir Ljachov (1919–1990) – sovětský herec
- Nikolaj Lukjančikov (* 1989) – ruský hokejista
- Ivan Romaněnko (1908–1994) – sovětský stíhací pilot, hrdina SSSR (1940)
- Galina Saňková (1904–1981), sovětská novinářská a válečná fotografka
- Leonid Solomatkin (1837–1883) – ruský malíř
- Michail Ščepkin (1788–1863) – ruský herec, v letech 1799–1801 zde studoval
- Ignatij Trofimov (1906–2002) – sovětský architekt a restaurátor